# Academia operosorum Labacensium
Academia operosorum Labacensium (slovensko Akademija delovnih Ljubljančanov) je bila prva ljubljanska znanstvena akademija. Ustanovljena je bila leta 1693.
Po Evropi se je od 16. stoletja dalje širilo znanstveno in umetniško delovanje po vzoru italijanskih akademij. Takšno delovanje se je pojavilo tudi v Ljubljani, pobudnika zanj pa sta bila zdravnik Marko Gerbec in pravnik Janez Gregor Dolničar (imenovan tudi Spredvidevni ali Providus), Slovenca, ki sta bila tudi aktivna člana Akademije v Vratislavi (današnji Nürnberg). Academia operosorum (Družba delavnih mož) je začela delovati leta 1693 v Ljubljani. Ob ustanovitvi je v njej delovalo 23 članov in sicer; 13 pravnikov, šest teologov in štirje zdravniki. Prvi občni zbor je imela šele leta 1701. Prvotni namen te ustanove sta bila vaja in napredek v književnosti. Njeni člani so raziskovali vsak svojo stroko. Član Janez Štefan Florijančič je leta 1698 ustanovil  Pravniško društvo. Academia je prenehala delovati leta 1725, po smrti J. G. Dolničarja, ki je bil najbolj aktiven član te ustanove. Nekateri možje so jo poskušali znova oživeti v letu 1781, vendar niso bili uspešni zaradi svojih neenakih nazorov in pričakovanj. Kljub temu pa sta vendarle zaživeli dve društvi: Društvo risarjev - Academia Ineulutorum in Društvo glasbenikov - Academia Philharmonicorum Labacensis (ustanovljena leta 1701). Operosi so močno vplivali na razvoj umetnosti v Ljubljani in v celotnem slovenske kulturnem prostoru. Člane društva imenujemo operozi.

## Ustanovni člani akademije
- Janez Krstnik Prešeren (1656–1704), predsednik
- Franc Erazem Hohenwart, odvetnik
- Janez Jurij Hočevar, odvetnik
- Frančišek Krištof Bogataj, odvetnik
- Jurij Gladič, odvetnik
- Janez Stefan Florijančič, odvetnik
- Janez Gregor Dolničar, zgodovinar
- Marko Gerbec, zdravnik
- Janez Krstnik Brložnik, zdravnik
- Janez Andrej Coppini, zdravnik